# David Carabén
David Carabén van der Meer (Barcelona, 1971) és el cantant, guitarrista i compositor del grup català Mishima (creat l'any 1999). És columnista esportiu setmanalment a La Vanguardia i col·labora en alguns programes de RAC1. Ha dirigit i presentat el programa Recorda Míster i dirigit L'habitació dels miralls de Barça TV, entre d'altres. També ha fet el programa d'entrevistes Nit a la Terra, a Betevé.
El 2024 ha estat gerent del 125è aniversari del Barça

## Biografia
Va néixer l'any 1971, fill d'Armand Carabén i Marjolijn van der Meer; i és parella de Flora Saura. Tot i que va començar a estudiar Dret finalment va llicenciar-se en Ciències polítiques. Va començar a cantar amb un amic durant una estada Erasmus a França. Ha treballat molts anys com a periodista cultural i de realitzador televisió. Ha publicat el llibre La forma d'un sentit.